# 安東尼·哥頓
安東尼·邁克爾·戈登（英語：Anthony Michael Gordon，2001年2月24日—）是一名英格蘭足球員，目前效力於英超球隊紐卡素。英格蘭足球代表隊成員。

## 國家隊生涯
哥頓代表英格兰参加德国举行的2024年歐洲足球錦標賽。
2024年11月17日，戈登在歐洲國家聯賽英格兰5-0擊敗愛爾蘭的比賽中打入了他的第一個代表隊進球。

## 榮譽
紐卡素足球會
- 英格兰联赛盃冠军：2024–25[5]

### 國家隊
英格蘭U21
- 歐洲U-21足球錦標賽冠軍：2023年[6]

## 外部連結
- Profile （页面存档备份，存于） at the Newcastle United F.C. website